# Allonotus inexpectatus
Allonotus inexpectatus là một loài tò vò trong họ Ichneumonidae.